# Pepsi DeMacque
Helen „Pepsi“ DeMacque (* 10. prosince 1958 Londýn) je britská popová zpěvačka, členka dua Pepsi & Shirlie, které původně vystupovalo jako doprovodně zpěvačky skupiny Wham! Na konci 90. let 20. století DeMacque spolupracovala s Mikem Oldfieldem (koncertní premiéra Tubular Bells III v roce 1998, turné Live Then & Now v roce 1999, album The Millennium Bell tentýž rok, koncert The Art in Heaven na přelomu let 1999 a 2000).
Její rodiče emigrovali do Británie v 50. letech 20. století ze Svaté Lucie.